# Topolog
Topolog es una comuna ubicada en el distrito de Tulcea, Rumania.

## Superficie
Posee una superficie de 183,8 kilómetros cuadrados.

## Demografía
Hasta 2021 la población era de 3958 habitantes, con una densidad de población de 21,53 habitantes por kilómetro cuadrado.